# Edith Henderson

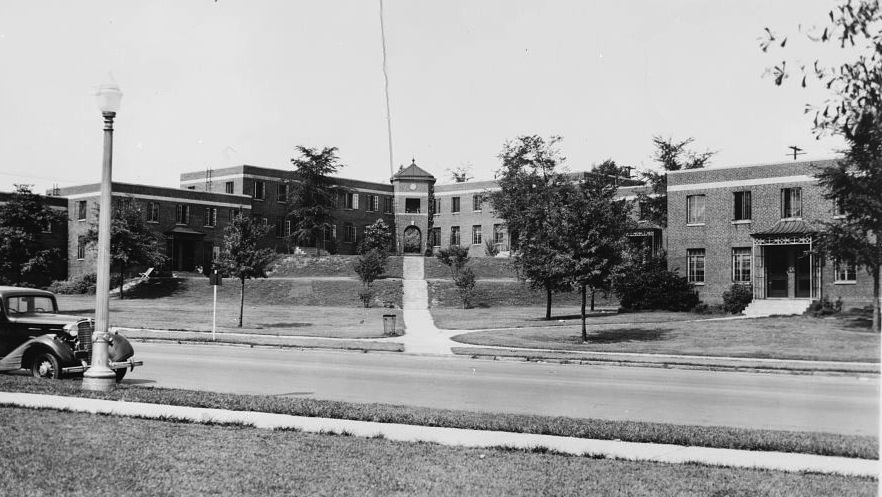
Techwood Homes, Atlanta, Georgia, Ende 1930er Jahre

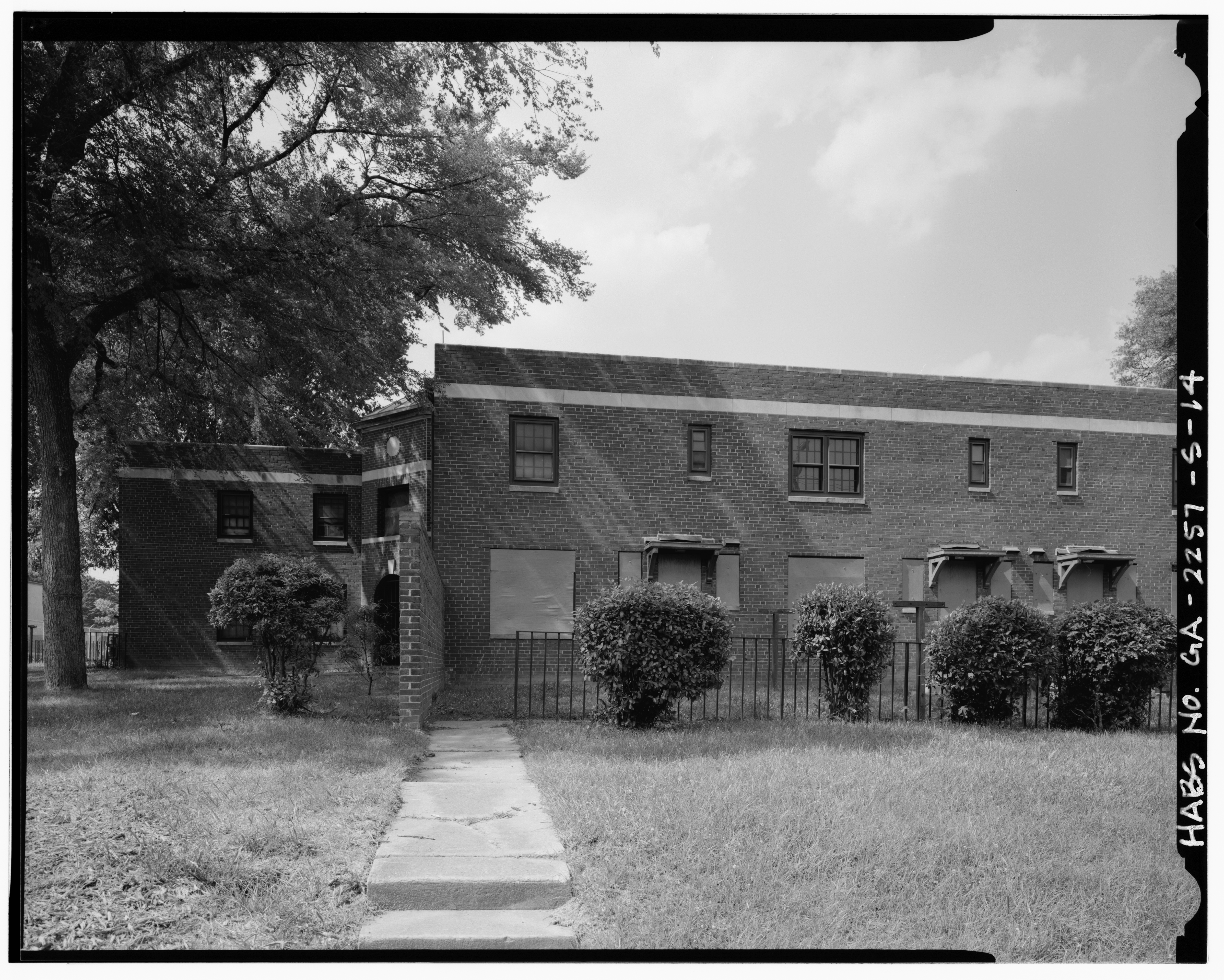
Techwood Homes, Building Nr. 16, Atlanta, Georgia.

Edith Harrison Henderson (* 9. Juni 1911 in Charlotte, North Carolina; † 12. Oktober 2005 in Atlanta, Georgia) war eine US-amerikanische Landschaftsarchitektin vor allem im amerikanischen Süden. Sie schrieb eine langjährige Kolumne für die Zeitung The Atlanta Journal-Constitution und war die erste weibliche gewählte Amtsträgerin in der American Society of Landscape Architects.

## Leben
Edith Harrison wurde am 9. Juni 1911 in Charlotte geboren. Ihre Familie zog 1925 nach Atlanta.  1934 machte sie ihren Abschluss an der Lowthorpe School of Landscape Architecture in Massachusetts und erhielt im selben Jahr ihren Bachelor of Science vom Bostoner Simmons College, das damals mit der Lowthorpe School verbunden war.
1939 heiratete Harrison Army Captain James Henderson (1913–2013). Das Paar hatte drei Kinder, eine Tochter, Grey, und zwei Söhne, Edward und James Ross.
Nach dem College zog Edith zurück nach Atlanta, wo sie zusammen mit ihrer Kollegin, der Landschaftsarchitektin Grace Campbell, ein eigenes Büro eröffnete. 1936 nahm sie eine Stelle als Direktorin des neuen Rich's Department Store Garden Center an. 1938, als ihre private Praxis immer größer wurde, verließ sie diese Position.
Während ihrer Karriere, die sich über fünf Jahrzehnte erstreckte, beriet Henderson Tausende von Kunden bei Projekten, die von privaten Gärten bis hin zu Kirchen und öffentlichen Projekten reichten. Sie erhielt schließlich Lizenzen als Landschaftsarchitektin in sechs Staaten. Ihr bemerkenswertestes Projekt ist vielleicht die Landschaftsgestaltung der Techwood Homes, das erste öffentliche Wohnbauprojekt der Nation, das 1936 fertiggestellt wurde. Zu diesem Projekt bemerkte sie später:

„We set it up so the entire design plan would be a green one, that in various times of the year there would always be something in leaf color or in flower. The housing ... [was to be] absorbed inside the city as if it were a park ...  a part of the regular life of the entire city, ... [the setting] so carefullly done that it would be pleasing to everyone and would fit in well.“

„Wir richteten es so ein, dass der gesamte Gestaltungsplan ein grüner sein würde, dass es zu verschiedenen Zeiten des Jahres immer etwas in Blattfarbe oder in Blüte geben würde. Die Bebauung ... [sollte] in der Stadt aufgehen, als wäre es ein Park ... ein Teil des normalen Lebens der ganzen Stadt, ... [die Gestaltung] sollte so sorgfältig erfolgen, dass sie jedem gefallen und sich gut einfügen würde.“

1939 wurden sie und Campbell eingeladen, den Landschaftsplan für die benachbarten Clark Howell Homes, ein weiteres öffentliches Wohnungsbauprojekt in Atlanta, zu entwickeln. Weitere prominente Projekte sind das Gelände der Metropolitan Atlanta Rapid Transit Authority (MARTA) und die First Presbyterian Church of Atlanta. Ein von ihr für die Kirche entworfener Memory Garden hat die Form eines Engels mit ausgestreckten Flügeln, wenn man ihn von oben betrachtet.
Im Jahr 1940 begann Henderson eine wöchentliche Gartenkolumne für die Atlanta Journal-Constitution zu schreiben, die bis in die späten 1970er Jahre lief. Zusätzlich zu den praktischen Ratschlägen für Gärtner schrieb Henderson über ihre eigenen Projekte als Fallstudien. Henderson schrieb auch gelegentlich für die Zeitschriften Veranda und Southern Accents.
In den späten 1950er Jahren arbeitete Henderson mit dem Staat Georgia zusammen, um eine neue Behörde zu entwickeln, das Board of Landscape Architects of Georgia, das Landschaftsarchitekten lizenzieren würde, die eine Prüfung bestanden.
Henderson erhielt zahlreiche zivilgesellschaftliche Auszeichnungen und einen Ehren-Bachelor von der Rhode Island School of Design (die 1945 die Lowthorpe School übernommen hatte). 1971 ehrte der Garden Club of America Henderson mit der Oakleigh Thorne Medal of Excellence in Landscape Architecture. Seit 1955 war sie Mitglied der American Society of Landscape Architects und wurde 1976 zu deren Vizepräsidentin gewählt, womit sie die erste Frau war, die ein Amt in der Gesellschaft bekleidete. Später war sie im Vorstand der Gesellschaft und Vorsitzende des Council of Fellows.
Gegen Ende ihrer Karriere veröffentlichte Henderson Bücher über Gartenarbeit, darunter The Peachtree Garden Book: A Month-by-Month Guide for Lawn & Garden Care in the Southeast (1982) und Edith Henderson's Home Landscape Companion (1993).
1995 wurde bei Henderson die Alzheimer-Krankheit diagnostiziert, an deren Komplikationen sie am 12. Oktober 2005 in Atlanta starb. Ihr Nachlass befindet sich im Kenan Research Center des Atlanta History Center. Die Landscape Architecture Foundation hat in ihrem Namen ein Stipendium eingerichtet, das Edith H. Henderson Scholarship für Studenten der Landschaftsarchitektur.